# ジェレマイア・テウス
ジェレマイア・テウス（Jeremiah Theus、スイスでの姓の綴りは Theüs、1716年4月5日 - 1774年5月17日）は、スイス生まれの画家である。19歳の時、家族と共にアメリカ合衆国のサウスカロライナ州に移住し、サウスカロライナで主に肖像画家として働いた。

## 略歴
スイス東部グラウビュンデン州のクールで生まれた。19歳の時、家族と共にサウスカロライナ州に移住した。このころサウスカロライナ州議会は、ヨーロッパからのプロテスタントの入植者のために、土地取得の助成金と移住費用を支給して一家は現在のオレンジバーグ郡のエディスト川（Edisto River）沿いに250エーカーの土地を与えられた。1740年までにテウスはチャールストンに移った。チャールストンの新聞「サウスカロライナ・ガゼット」に転居の知らせと馬車などに装飾画を描く仕事など画家としての注文を求める広告を出している。
チャールストンの中心部にスタジオを開いた。当時のチャールストンでは芸術を学ぶ機会はほとんど無かったことから、スイスで育った時代に何らかの芸術教育を受けていた可能性が高い。1744年には28歳で自宅で夜間の絵画教室を開いた。
初期のキャリアでは、チャールストンの教会（St. Michael's Anglican Church）の尖塔の塗装など様々な注文を受けた。
チャールストンの30年間働き、その期間の大半はチャールストンには競争する画家がいなかった。ただロンドン生まれで1750年ころアメリカ合衆国に移ってきた画家、ジョン・ウォラストン（John Wollaston: 1710-1775）が1765年からチャールストンを訪れ、約2年間滞在したがチャールストンはウォラストンからいくらか影響を受け、装飾的なスタイルが見られるようになったとされる。その後フィラデルフィア生まれの画家、ヘンリー・ベンブリッジ（Henry Benbridge: 1743-1812）がヨーロッパで修行した後サウスカロライナで働きはじめテウスに代わってチャールストンで最も人気のある肖像画家になった。
1774年にチャールストンで亡くなった。

## 作品

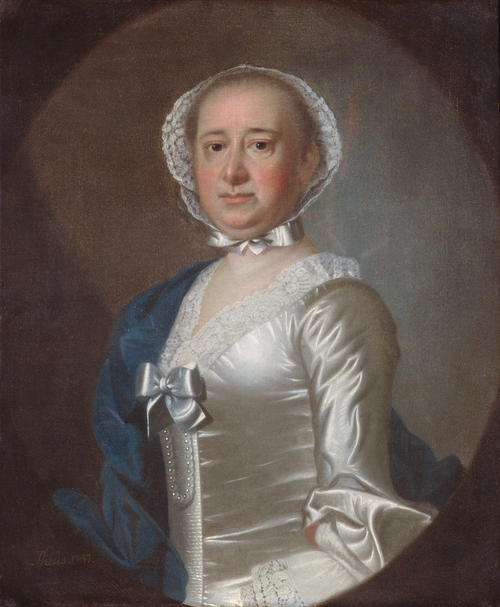
Mrs. Gabriel Manigault の肖像画(1757) メトロポリタン美術館
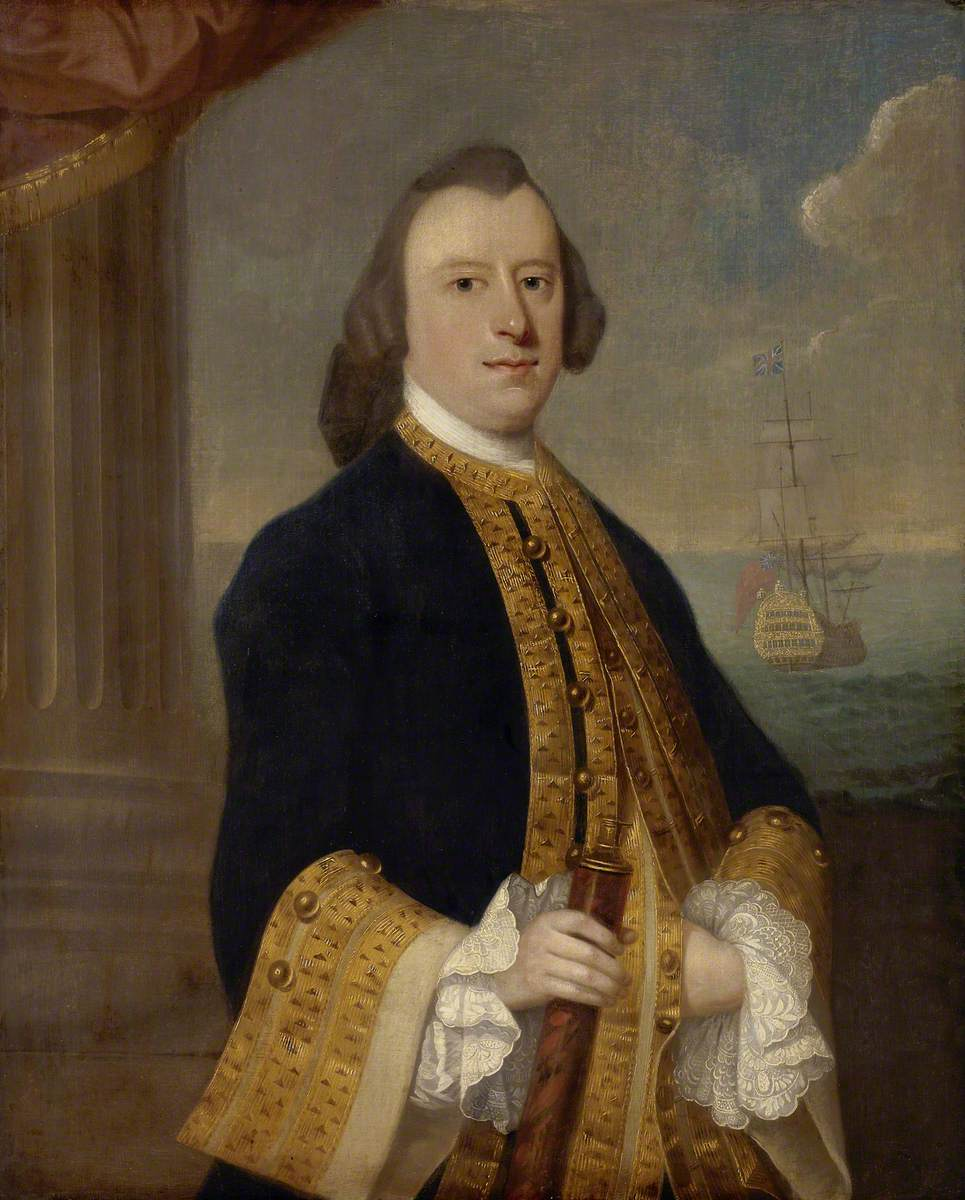
植民地知事 John Reynoldsの肖像画 Royal Museums Greenwich
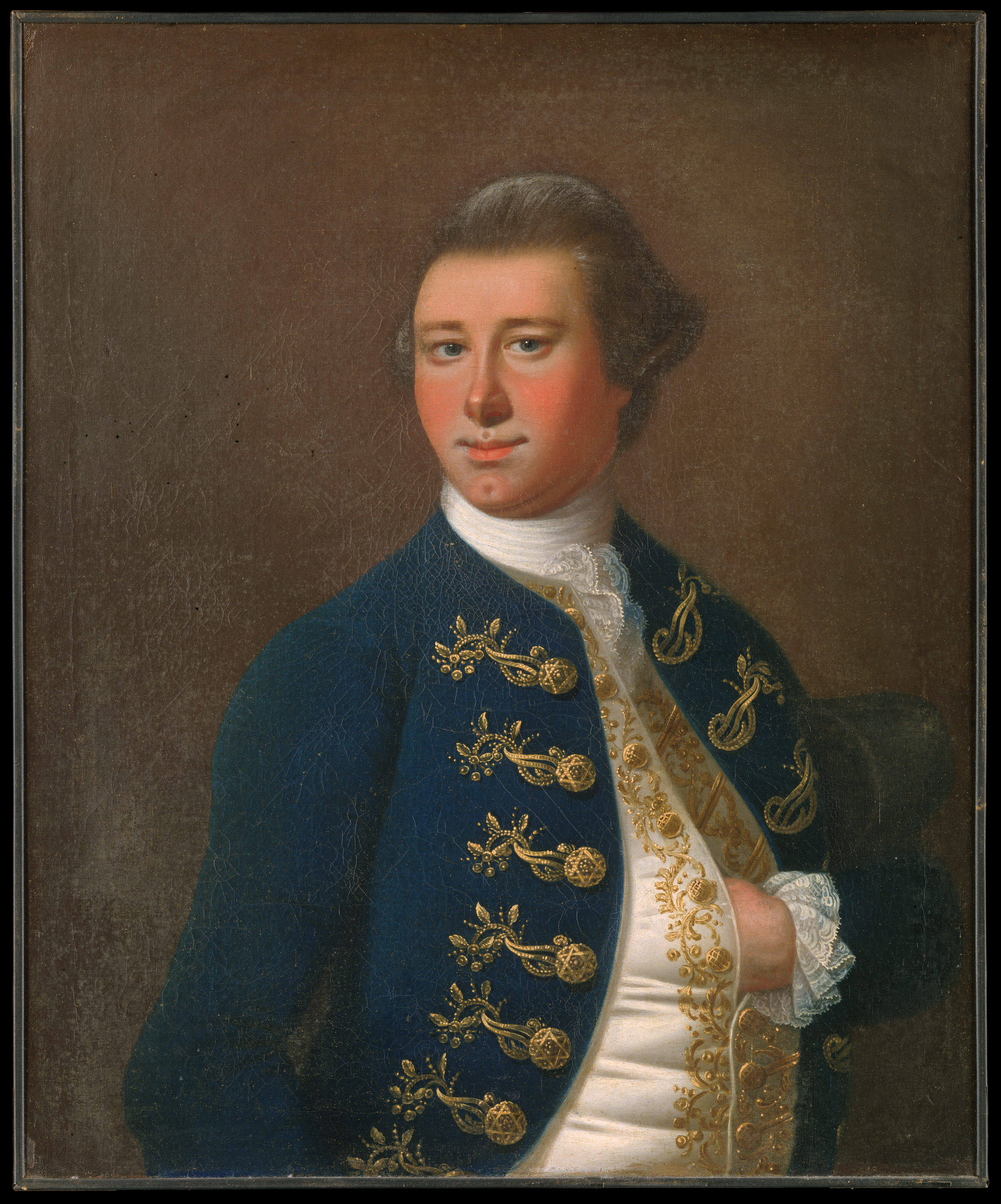
法律家John Dartの肖像画(1772/1774) メトロポリタン美術館
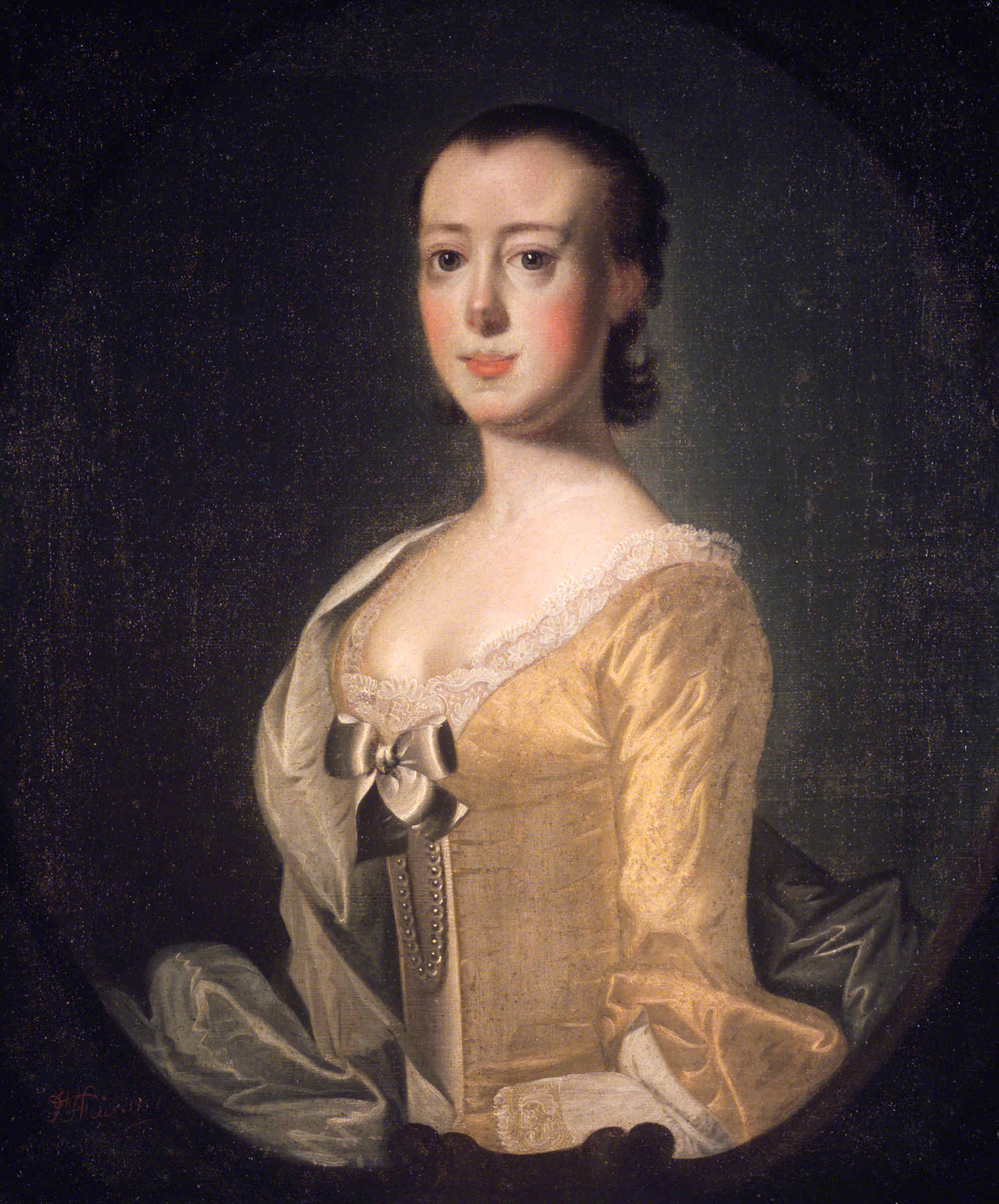
Elizabeth Prioleau Roupellの肖像画(1753) ブルックリン美術館